# Бег-де-Беарн
Бег-де-Беа́рн (фр. Baigts-de-Béarn) — коммуна во Франции, находится в регионе Аквитания. Департамент — Атлантические Пиренеи. Входит в состав кантона Ортез и Тер-де-Гав и дю Сель. Округ коммуны — По.
Код INSEE коммуны — 64087.

## География

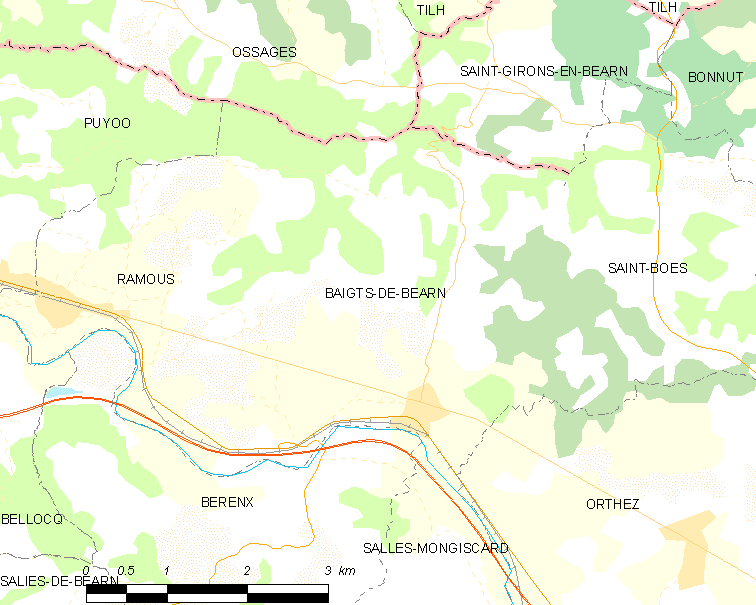
Карта коммуны

Коммуна расположена приблизительно в 650 км к югу от Парижа, в 150 км южнее Бордо, в 45 км к северо-западу от По.
На юге коммуны протекает река Гав-де-По.

### Климат
Климат тёплый океанический. Зима мягкая, средняя температура января — от +5°С до +13°С, температуры ниже −10 °C бывают редко. Снег выпадает около 15 дней в году с ноября по апрель. Максимальная температура летом порядка 20-30 °C, выше 35 °C бывает очень редко. Количество осадков высокое, порядка 1100 мм в год. Характерна безветренная погода, сильные ветры очень редки.

## Население
Население коммуны на 2010 год составляло 811 человек.
| 1962 | 1968 | 1975 | 1982 | 1990 | 1999 | 2010 |
| ---- | ---- | ---- | ---- | ---- | ---- | ---- |
| 633  | 621  | 677  | 744  | 777  | 739  | 811  |

## Администрация
| Период | Период | Фамилия        | Партия | Примечания |
| ------ | ------ | -------------- | ------ | ---------- |
| 1995   | 2014   | Кристиан Палет |        |            |
| 2014   | 2020   | Ги Пемартен    |        |            |

## Экономика
В 2010 году среди 520 человек трудоспособного возраста (15-64 лет) 383 были экономически активными, 137 — неактивными (показатель активности — 73,7 %, в 1999 году было 70,5 %). Из 383 активных жителей работали 359 человек (183 мужчины и 176 женщин), безработных было 24 (14 мужчин и 10 женщин). Среди 137 неактивных 28 человек были учениками или студентами, 69 — пенсионерами, 40 были неактивными по другим причинам.

## Достопримечательности
- Церковь Свв. Викентия и Варфоломея (XVII век)[4]
- Замок Бельвю